# Knock Out (rose)
‘Knock Out’ est un cultivar de rosier remontant créé en 1995 par le rosiériste William Radler aux États-Unis. Il est introduit en France par Meilland en 2001. Il a obtenu la distinction de rose favorite du monde en 2018.

## Description
‘Knock Out’ se présente sous la forme d'un rosier buisson compact bien ramifié d'une hauteur de 60 cm à 120 cm et d'une largeur de 90 cm à 120 cm. Ses fleurs sont d'un rouge cerise soutenu de 5 à 15 pétales pour un diamètre de 6 à 7 cm. Elles forment des bouquets de trois à cinq fleurs par tige et exhalent un parfum légèrement épicé. Son feuillage est vert foncé. Sa floribundité est précoce et exceptionnelle, même pour la remontée d'automne.

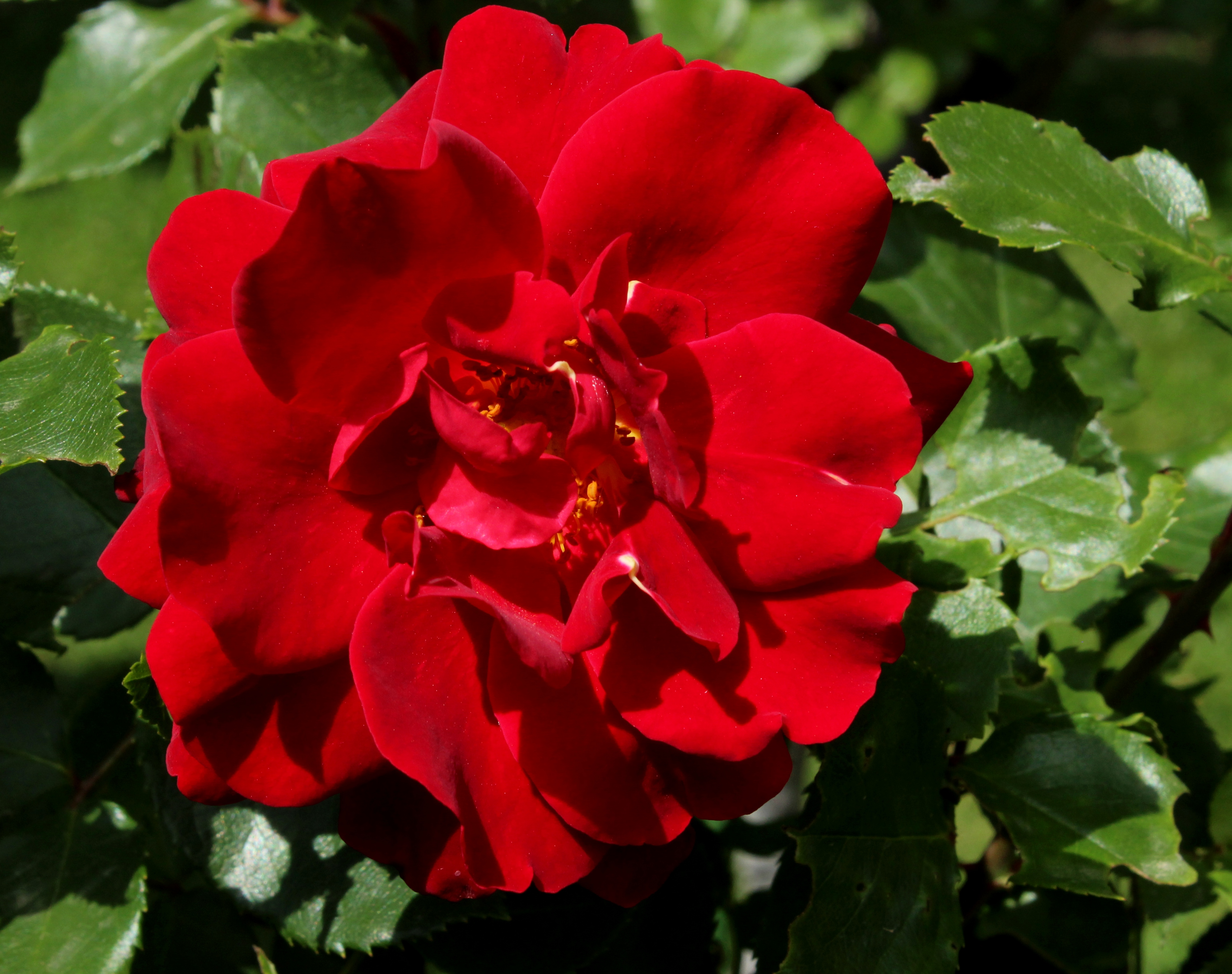
Fleur de ‘Knock Out’ au Volksgarten de Vienne.

## Culture
C'est un rosier triploïde parfaitement vigoureux car sa zone de rusticité s'étend de 4b (-28°) à 9b (-1°) et il est résistant aux maladies et aux intempéries. Il supporte la mi-ombre. Il convient de le tailler à 60 cm en novembre et ensuite en mars-avril, avec un apport de fertilisant.
La ville de Moscou l'utilise pour ses parcs publics. Ce rosier été planté par millions à Pékin pour les Jeux olympiques de 2008.
Ce rosier couvre-sol fait partie d'une famille de six rosiers paysagers créés par Radler qui nécessitent peu d'entretien et de ce fait sont souvent choisis pour les espaces verts urbains. Ils sont classés dans la gamme des  « Decorosiers » en France. Outre ‘Knock Out Radrazz’ (rouge), il s'agit de ‘White Knock Out Radwhite’ (blanc), ‘Pink Double Knock Out Radkopink’ (rose), ‘Double Knock Out Radtko’ (rouge vermillon), ‘Sunny Knock Out Radsunny’ (blanc), et ‘Rodin’ ou ‘Pink Knock Out Meigadraz’ (rose).

## Distinctions
- AARS États-Unis 2000
- ADR Allemagne 2002
- Rose favorite du monde 2018